# Jim Armstrong
Jim Armstrong (né le 14 juillet 1917 et mort le 8 juillet 1981) est un lutteur australien spécialiste de la lutte libre mais également un rugbyman. Il participe aux Jeux olympiques d'été de 1948 et combat dans la catégorie des poids lourds en lutte libre. Il y remporte la médaille de bronze.

## Palmarès

### Jeux olympiques
- Jeux olympiques de 1948 à Londres,  Royaume-Uni
  -  Médaille de bronze.